# Bissen
Pour les articles homonymes, voir Bissen (homonymie).
Bissen (en luxembourgeois : Biissen) est une localité luxembourgeoise et le chef-lieu de la commune portant le même nom située dans le canton de Mersch. Elle se situe au cœur du grand-duché, au nord de la capitale.

## Géographie
La commune est traversée par l’Attert, un affluent de l’Alzette, qui sépare Bissen au nord-ouest de Roost au sud-est.

## Urbanisme
| Superficie de la commune                                           | 20,75 km2 |
| Superficie des bois appartenant à la commune                       | 586,93 ha |
| Superficie des prés et terres labourables appartenant à la commune | 34,00 ha  |
| Voirie rurale                                                      | 26,35 km  |
| Voirie vicinale                                                    | 9,24 km   |

| Nombre de ménages : | 1015 |
| ------------------- | ---- |
| Bissen              | 999  |
| Roost               | 16   |

## Toponymie
Le toponyme de Bissen pourrait être d'origine celtique dérivé du vieux mot français « biez », c'est-à-dire « canal du moulin ».

## Histoire
Il existe un vestige romain dans la commune (tumulus de Bill), mais on parle de Bissen, pour la première fois, en l'an 960, dans un document qui notifie la séparation de l'église de Bissen de la paroisse-mère de Mersch dont elle faisait partie.
Au XVIIe siècle, pendant la guerre de Trente Ans, la peste frappe le village de plein fouet. La plupart des habitants sont foudroyés par cette maladie et le village est déserté. Les survivants érigent une chapelle appelée « chapelle de la Sainte-Croix ».
En 1854, une épidémie de choléra provoque de nombreuses victimes et les habitants restaurent l'ancienne chapelle pour lui donner un nouveau nom : « chapelle du Choléra » (dite aussi « chapelle Saint-Roch »).

## Politique et administration

### Liste des bourgmestres
| Identité                       | Période         | Période                     | Durée                      | Étiquette   |
| Identité                       | Début           | Fin                         | Durée                      | Étiquette   |
| ------------------------------ | --------------- | --------------------------- | -------------------------- | ----------- |
| Camille Petry (d) (né en 1940) | 13 février 2001 | 29 octobre 2005             | 4 ans, 8 mois et 16 jours  |             |
| Aloyse Bauer (d) (né en 1958)  | 30 octobre 2005 | 26 octobre 2011             | 5 ans, 11 mois et 26 jours |             |
| Jos Schummer (d), (né en 1952) | 27 octobre 2011 | 24 octobre 2019 (démission) | 7 ans, 11 mois et 27 jours | SÉ          |
| David Viaggi (d)               | 25 octobre 2019 | En cours                    | 5 ans, 4 mois et 17 jours  | Är Leit (d) |

En juin 2019, Jos Schummer, bourgmestre de Bissen, quitte le Parti populaire chrétien-social (CSV) en raison d'un vote intervenu au conseil communal dans le cadre du projet d’installation d’un centre de données de Google sur le territoire de la commune.

## Population et société

### Démographie
L'évolution du nombre d'habitants est connue à travers les recensements de la population effectués dans le pays depuis 1821. Les recensements décennaux de la population permettent de caler les chiffres sur la composition de la population par sexe, âge, nationalité et commune de résidence. Entre deux recensements, la population au 1er janvier de l’année {\displaystyle x} est évaluée en ajoutant à la population au 1er janvier de l’année {\displaystyle x-1} les soldes naturel (naissances {\displaystyle -} décès) et migratoire (arrivées {\displaystyle -} départs) de l'année. La même méthode est appliquée pour la répartition par âge au 1er janvier et les effectifs totaux par nationalité. Depuis le 1er septembre 2023, le Luxembourg dénombre 100 communes.
Au 1er janvier 2024, la commune comptait 3 492 habitants.
| 1821 | 1851  | 1871  | 1880  | 1890  | 1900  | 1910  | 1922  | 1930  |
| ---- | ----- | ----- | ----- | ----- | ----- | ----- | ----- | ----- |
| 782  | 1 315 | 1 377 | 1 319 | 1 312 | 1 205 | 1 154 | 1 204 | 1 165 |

| 1935  | 1947  | 1960  | 1970  | 1978  | 1979  | 1981  | 1983  | 1984  |
| ----- | ----- | ----- | ----- | ----- | ----- | ----- | ----- | ----- |
| 1 144 | 1 096 | 1 085 | 1 323 | 1 658 | 1 669 | 1 671 | 1 710 | 1 690 |

| 1985  | 1986  | 1987  | 1988  | 1989  | 1990  | 1991  | 1992  | 1993  |
| ----- | ----- | ----- | ----- | ----- | ----- | ----- | ----- | ----- |
| 1 690 | 1 710 | 1 730 | 1 744 | 1 758 | 1 754 | 1 781 | 1 821 | 1 919 |

| 1994  | 1995  | 1996  | 1997  | 1998  | 1999  | 2000  | 2001  | 2002  |
| ----- | ----- | ----- | ----- | ----- | ----- | ----- | ----- | ----- |
| 1 984 | 2 071 | 2 171 | 2 294 | 2 373 | 2 415 | 2 478 | 2 447 | 2 441 |

| 2003  | 2004  | 2005  | 2006  | 2007  | 2008  | 2009  | 2010  | 2011  |
| ----- | ----- | ----- | ----- | ----- | ----- | ----- | ----- | ----- |
| 2 440 | 2 458 | 2 462 | 2 479 | 2 592 | 2 641 | 2 676 | 2 750 | 2 784 |

| 2012  | 2013  | 2014  | 2015  | 2016  | 2017  | 2018  | 2019  | 2020  |
| ----- | ----- | ----- | ----- | ----- | ----- | ----- | ----- | ----- |
| 2 787 | 2 794 | 2 816 | 2 846 | 2 879 | 3 021 | 3 095 | 3 183 | 3 216 |

| 2021  | 2022  | 2023  | 2024  | - | - | - | - | - |
| ----- | ----- | ----- | ----- | - | - | - | - | - |
| 3 269 | 3 329 | 3 450 | 3 492 | - | - | - | - | - |

Pour des raisons techniques, il est temporairement impossible d'afficher le graphique qui aurait dû être présenté ici.

## Économie - Activités

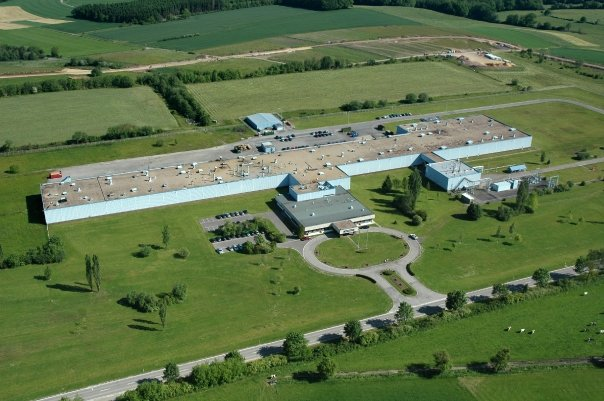
Goodyear Wire Plant en 2010.
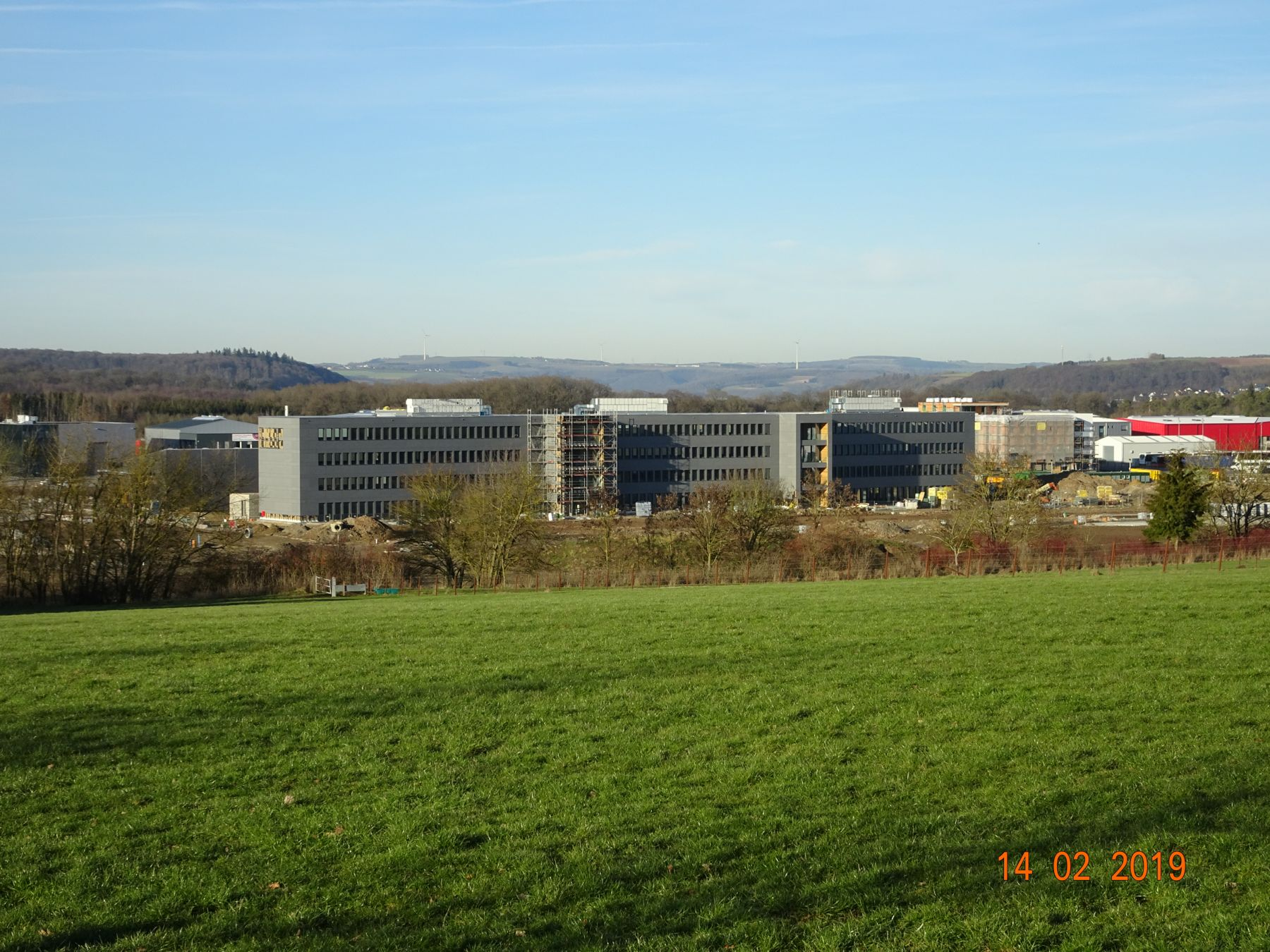
L'International Electronics & Engineering (IEE) en février 2019.
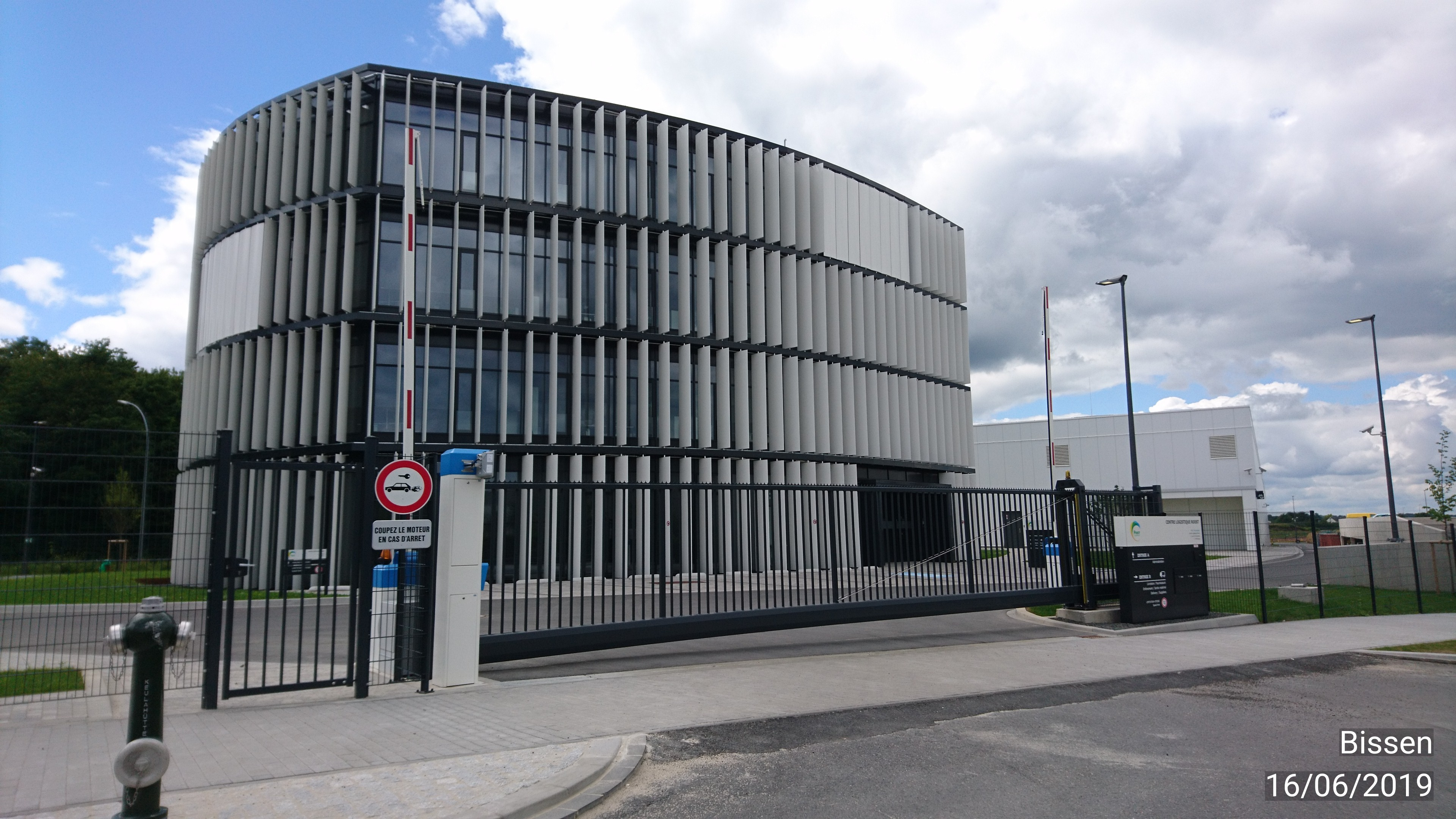
Centre logistique de la POST Luxembourg.
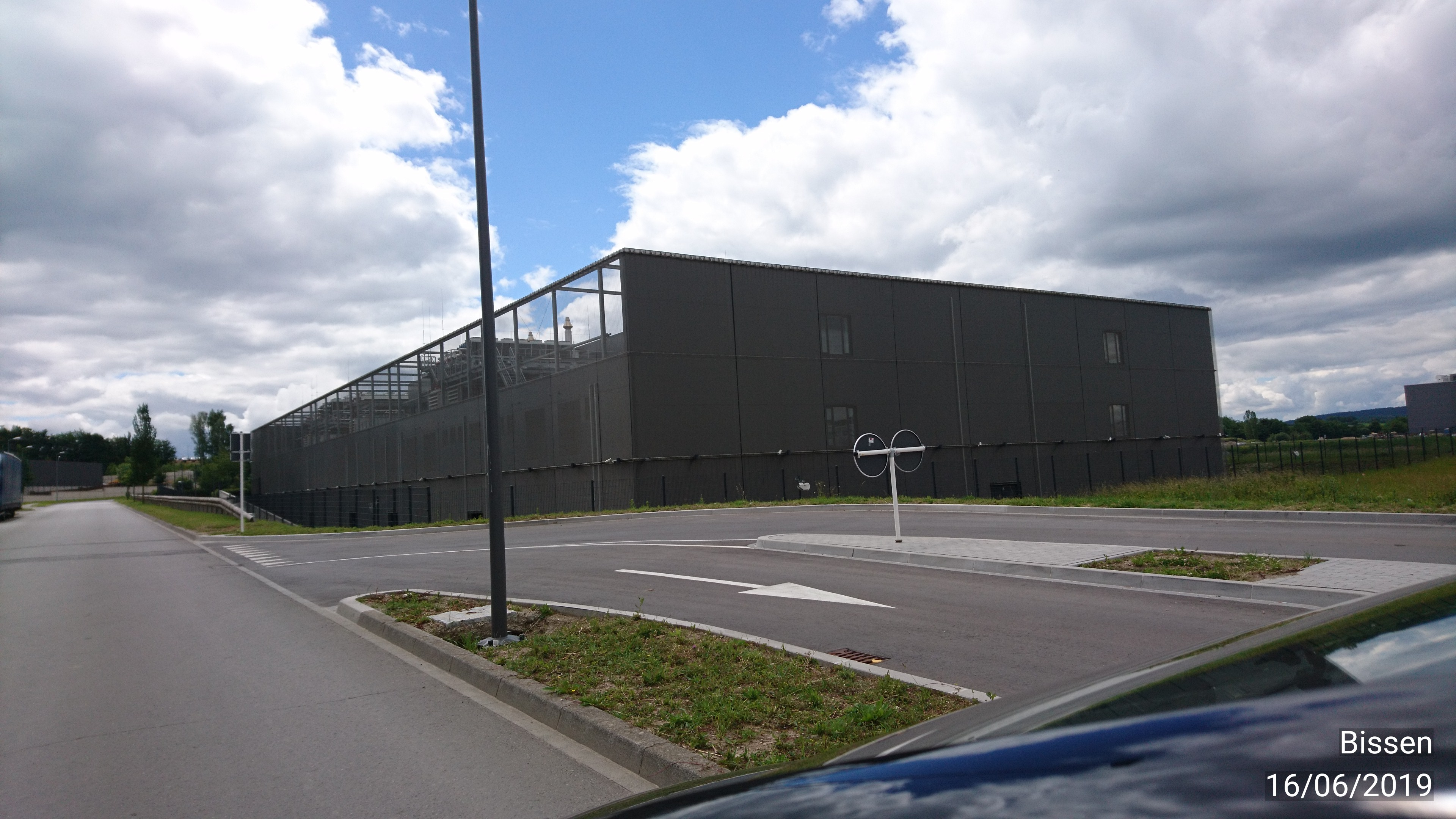
Le centre de données de l'entreprise Lux-Connect.
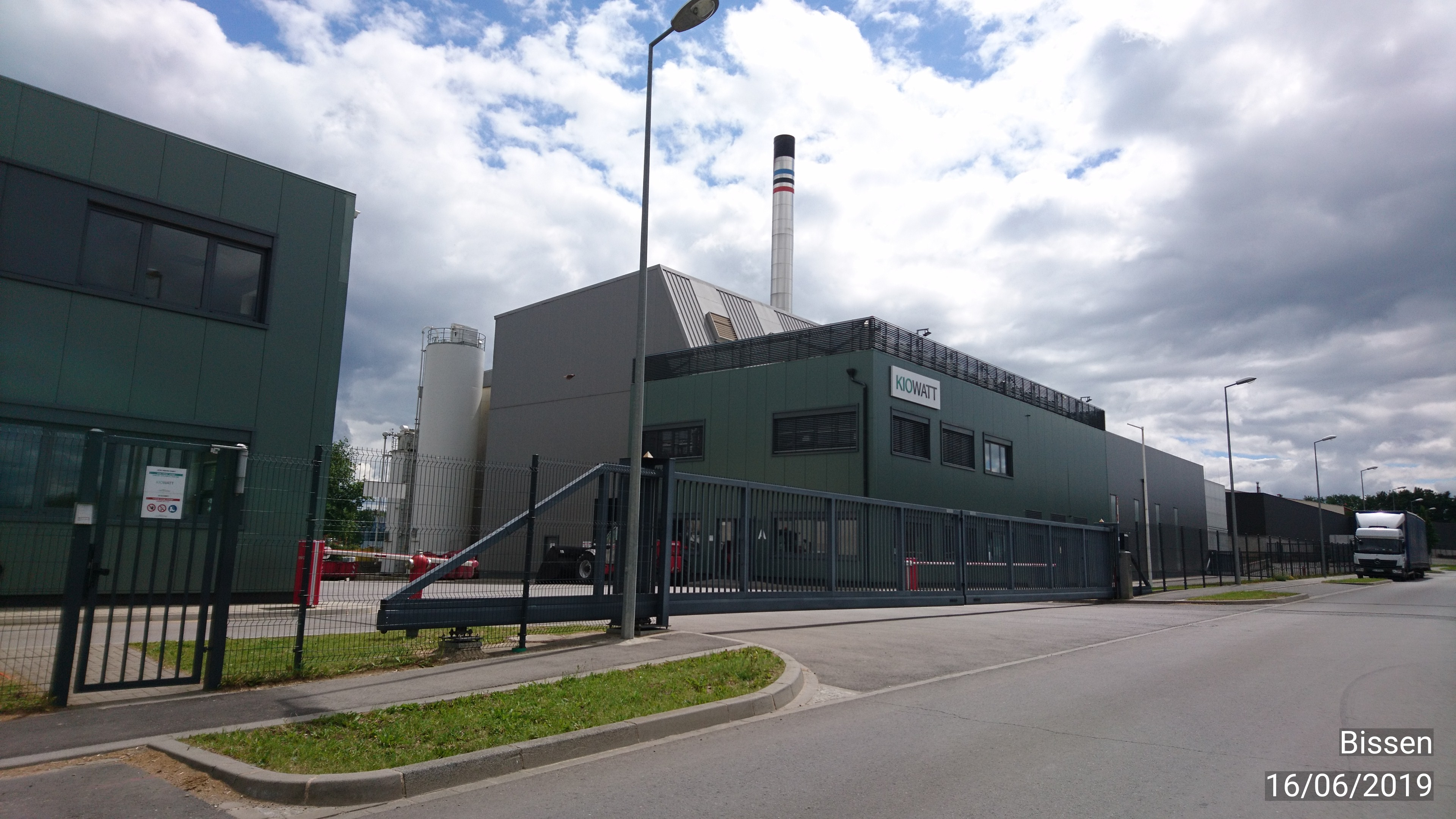
Bâtiment de la société Kiowatt.
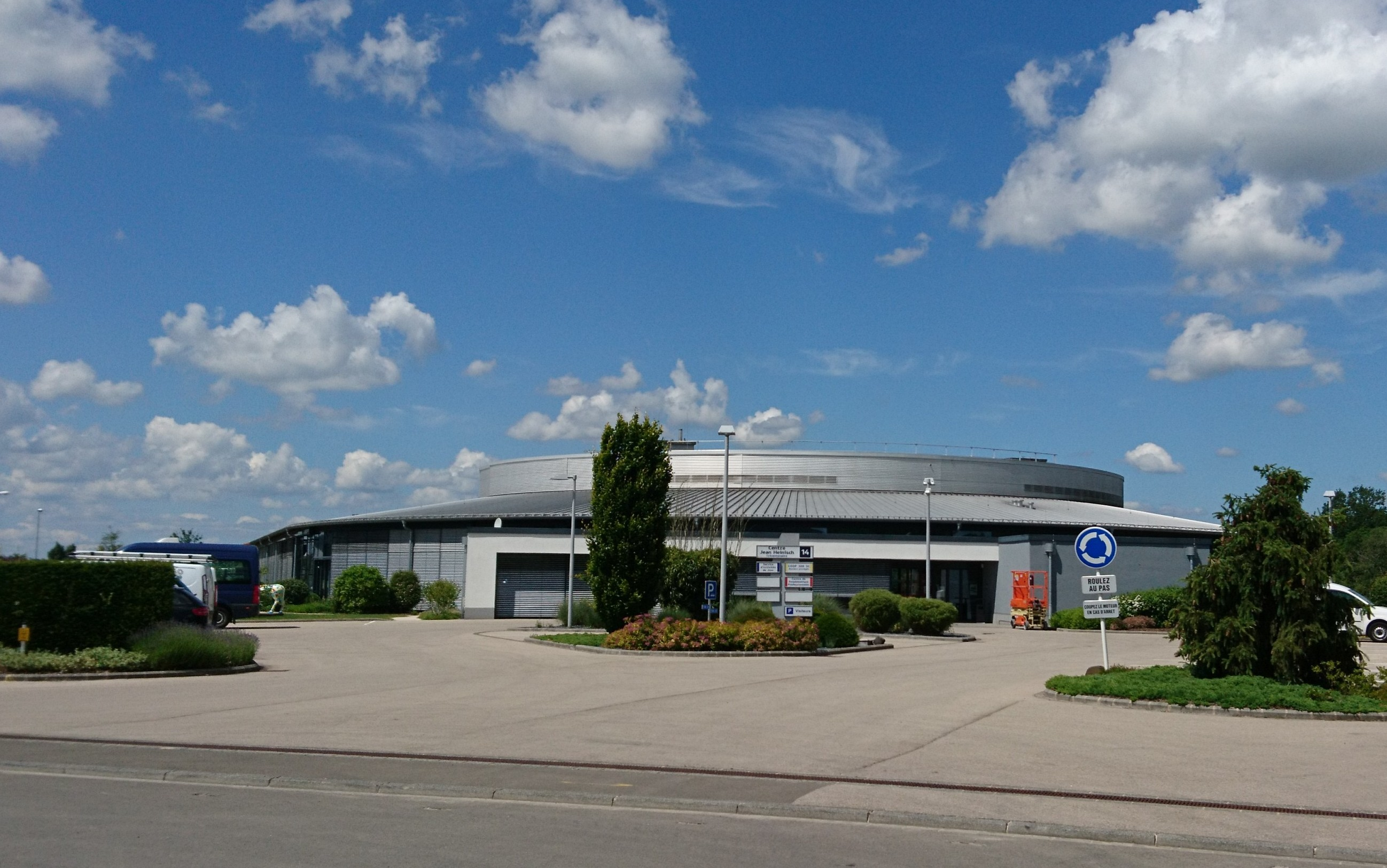
La Fondation du Tricentenaire.

Complexe sportif avec 2 terrains de foot (1 classic et 1 synthetique), 2 terrains de tennis, 2 terrains de beach volleyball, une salle de tennis a table, une salle de dance et gymnastique, une salle de fitness et la grande salle de sport avec mur d’escalade
La commune luxembourgeoise de Bissen est marquée par la présence d'entreprises issues du secteur secondaire :
- ArcelorMittal dispose d'une usine qui fabrique des clous ;
- Les ateliers mécaniques Abbes PAULY, FRANCK ET DOSTERT sont installés sur le zoning d'activité commerciale, ainsi que l'entreprise FLOWEY de produits d'entretien pour automobiles.
- Station de Contrôle technique national de véhicules poids lourds.
- Entreprise LAVADOR spécialisée en blanchisserie industrielle.
- Depuis son ouverture en 2009, des chocolats issus du commerce équitable sont produits dans les ateliers protégés de la Fondation Tricentenaire au centre Jean-Heinisch. Le bâtiment comprend également une imprimerie (Tri-Print) et un atelier de prestation de services et de création (Presta-Tri). Les salariés, en majorité des personnes en situation de handicap, sont issus du centre de formation abrité dans le même bâtiment[9],[10] ;
- La société américaine Goodyear Wire Plant possédait un site de fabrication de fils d'acier pour pneumatiques depuis 1972 qui a été racheté par Hyosung en 2011 puis fermé en 2013[11] ;
- Un nouveau complexe, appelé « Automotive Campus » ou « Innovation Campus », est en cours de construction sur l'ancien site de Goodyear Wire plant. L'International Electronics & Engineering (IEE)[12] ainsi que la POST Luxembourg, Lux-Connect et Kiowatt font partie des entreprises qui y sont implantées ;
- En juin 2019, dans le cadre d'une coopération européenne visant à implanter au grand-duché un superordinateur — auprès de LuxConnect —, le ministère de l’Économie indique que sa mise en fonction est prévue à l'horizon 2020. L'initiative européenne « EuroHPC Joint Undertaking » prévoit huit sites, dont un au Luxembourg pour héberger des supercalculateurs de classe mondiale[13].

## Culture locale et patrimoine

### Lieux et monuments

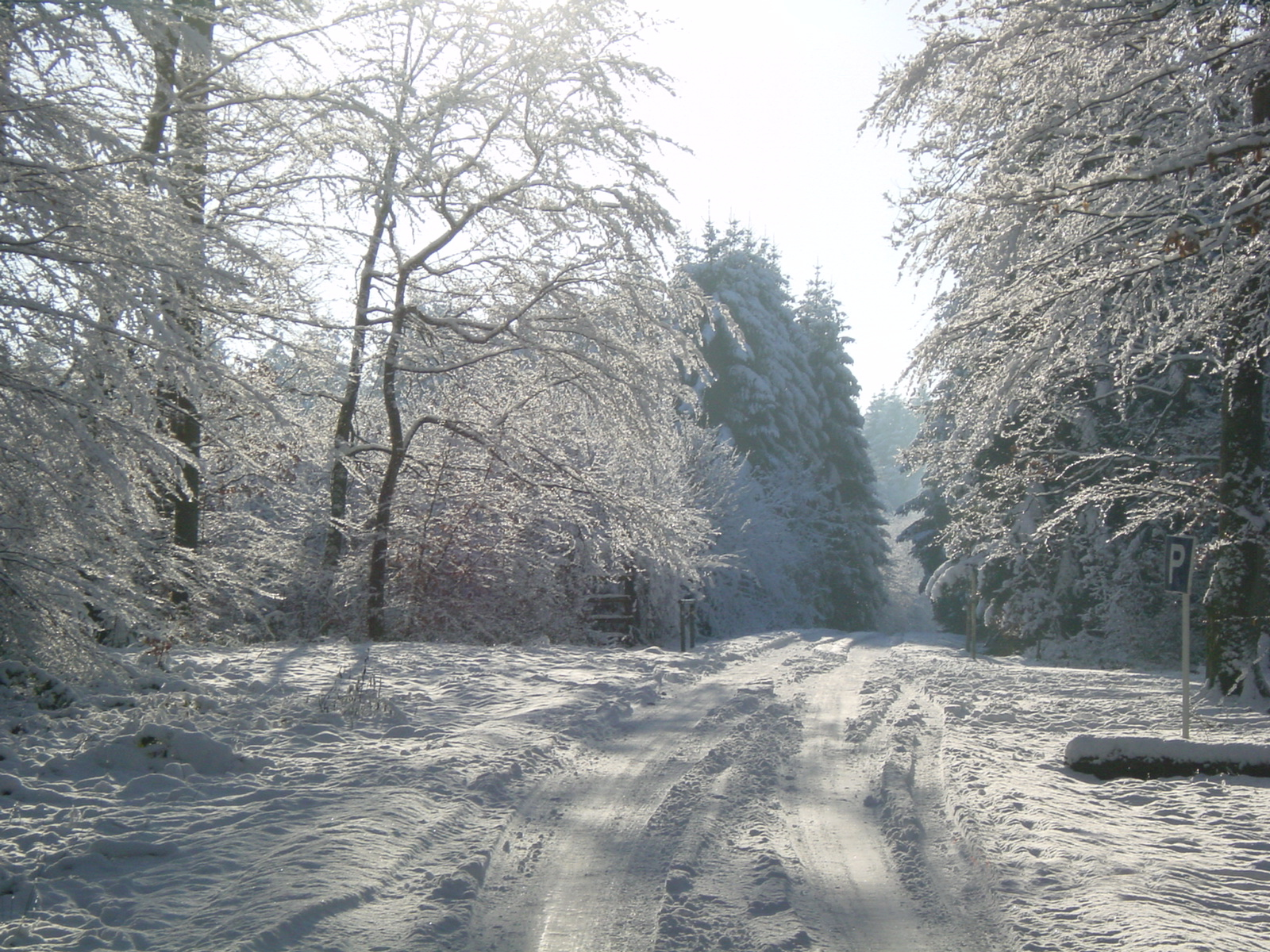
Bois en direction de Vichten.
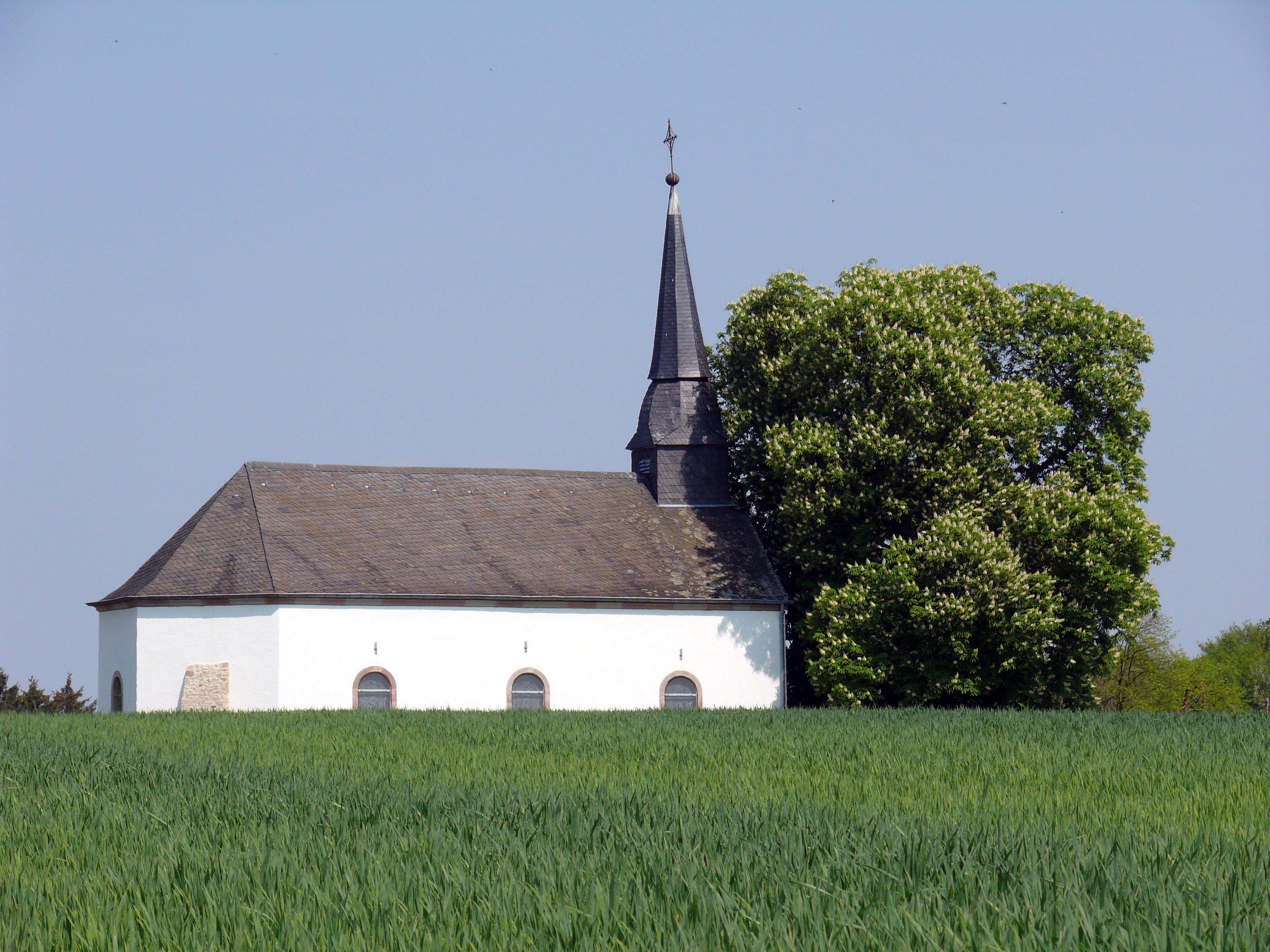
La chapelle Saint-Roch.
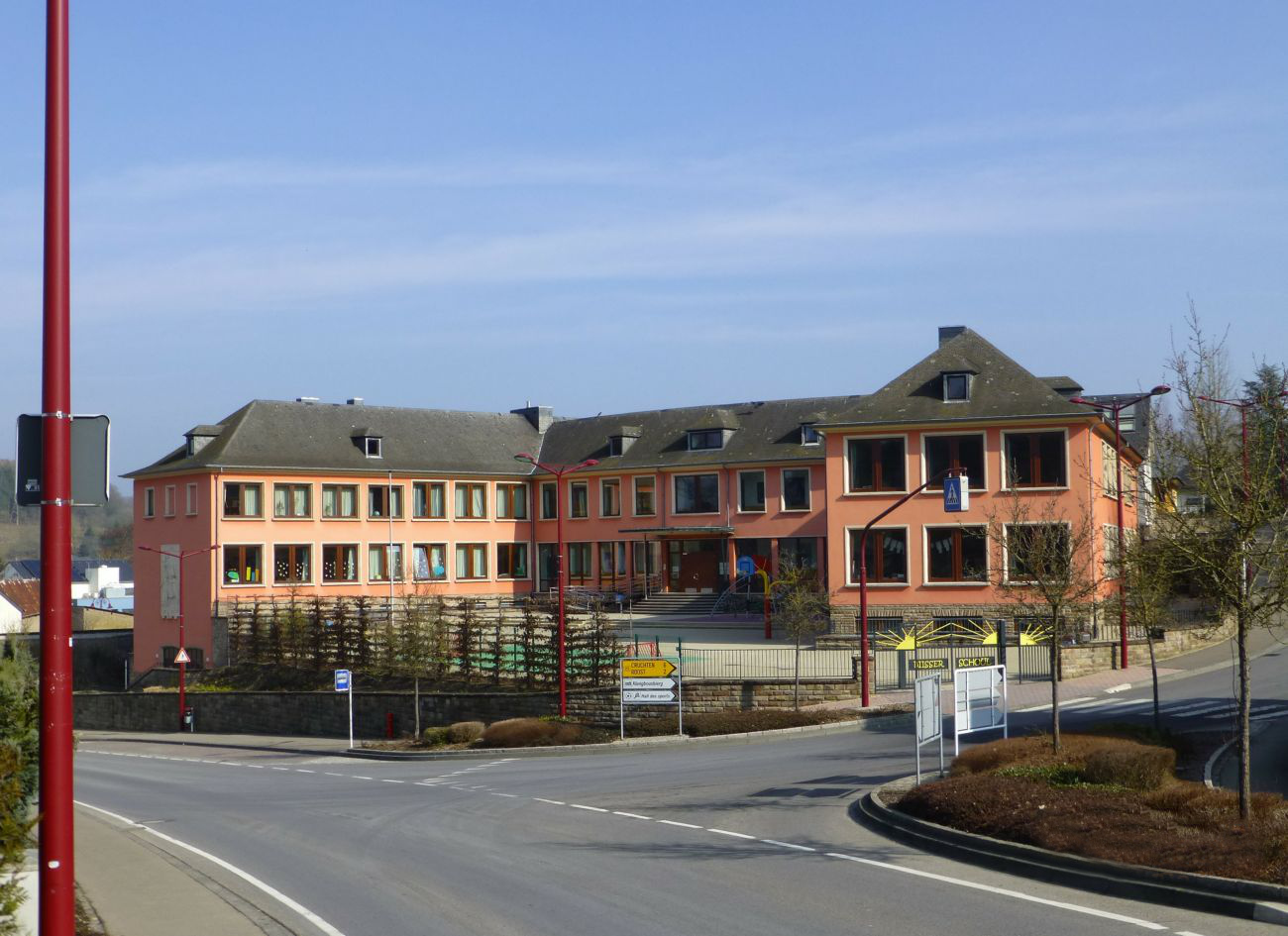
L'école fondamentale.
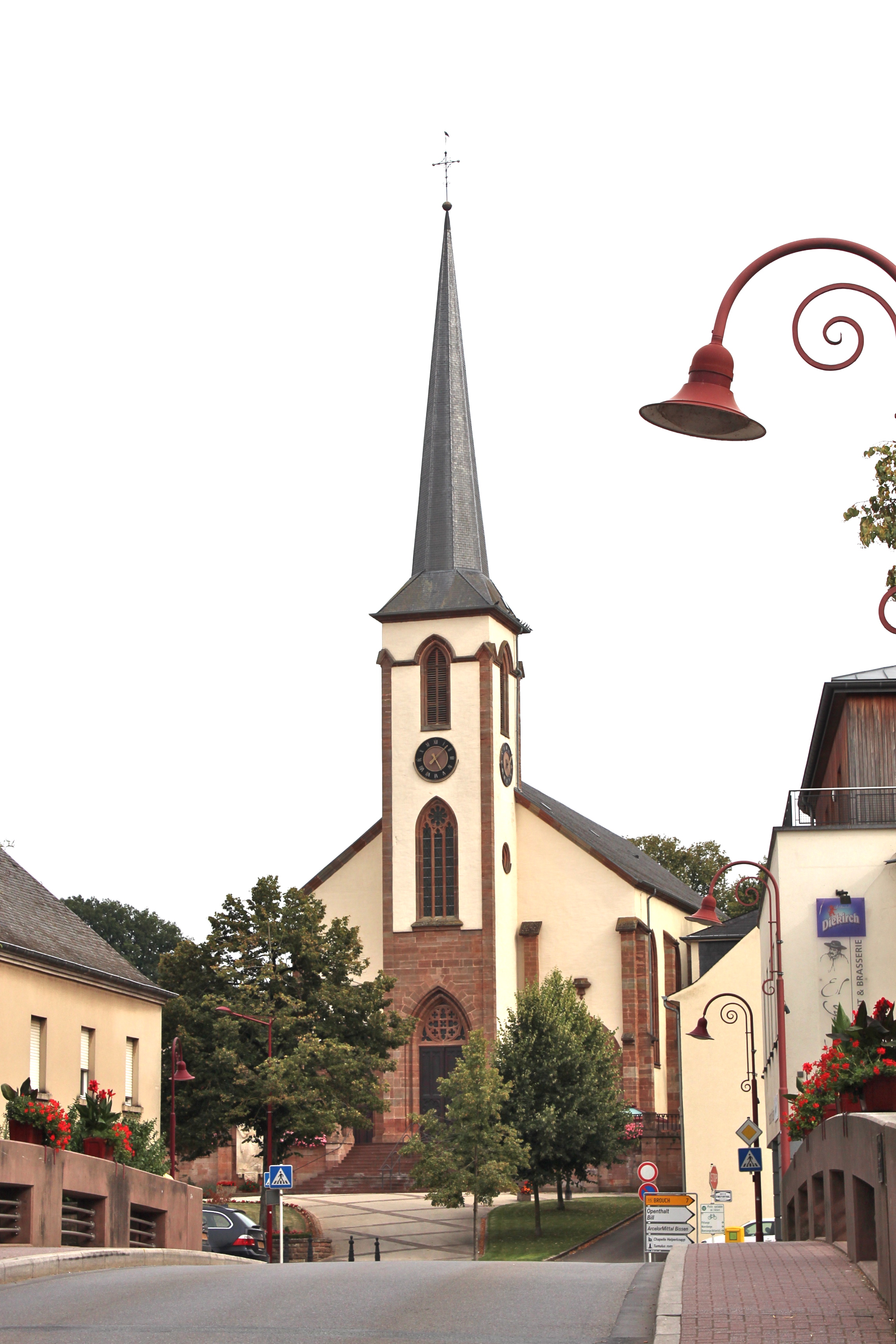
Vue sur l'église.
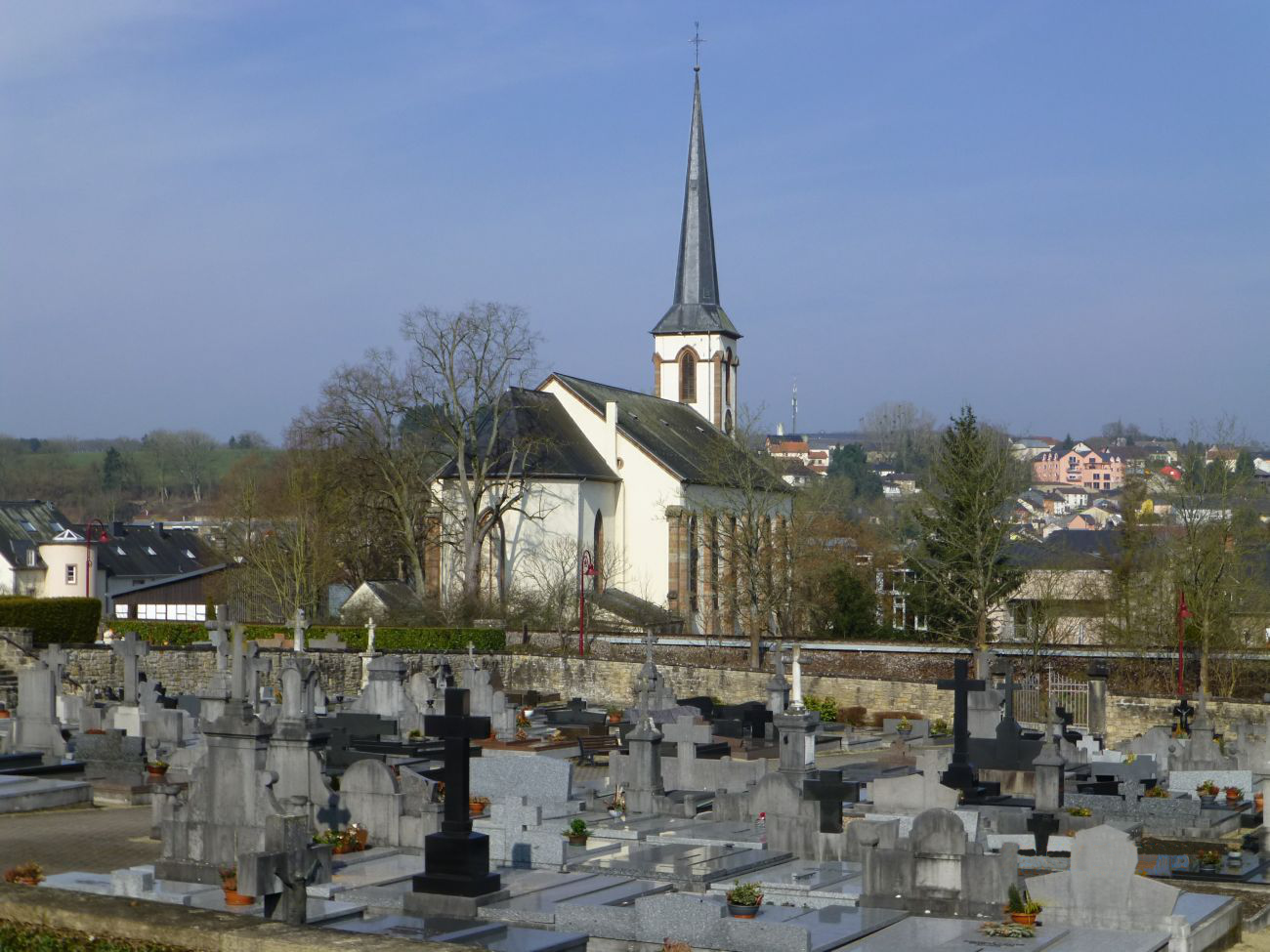
Vue sur l'église depuis le cimetière.
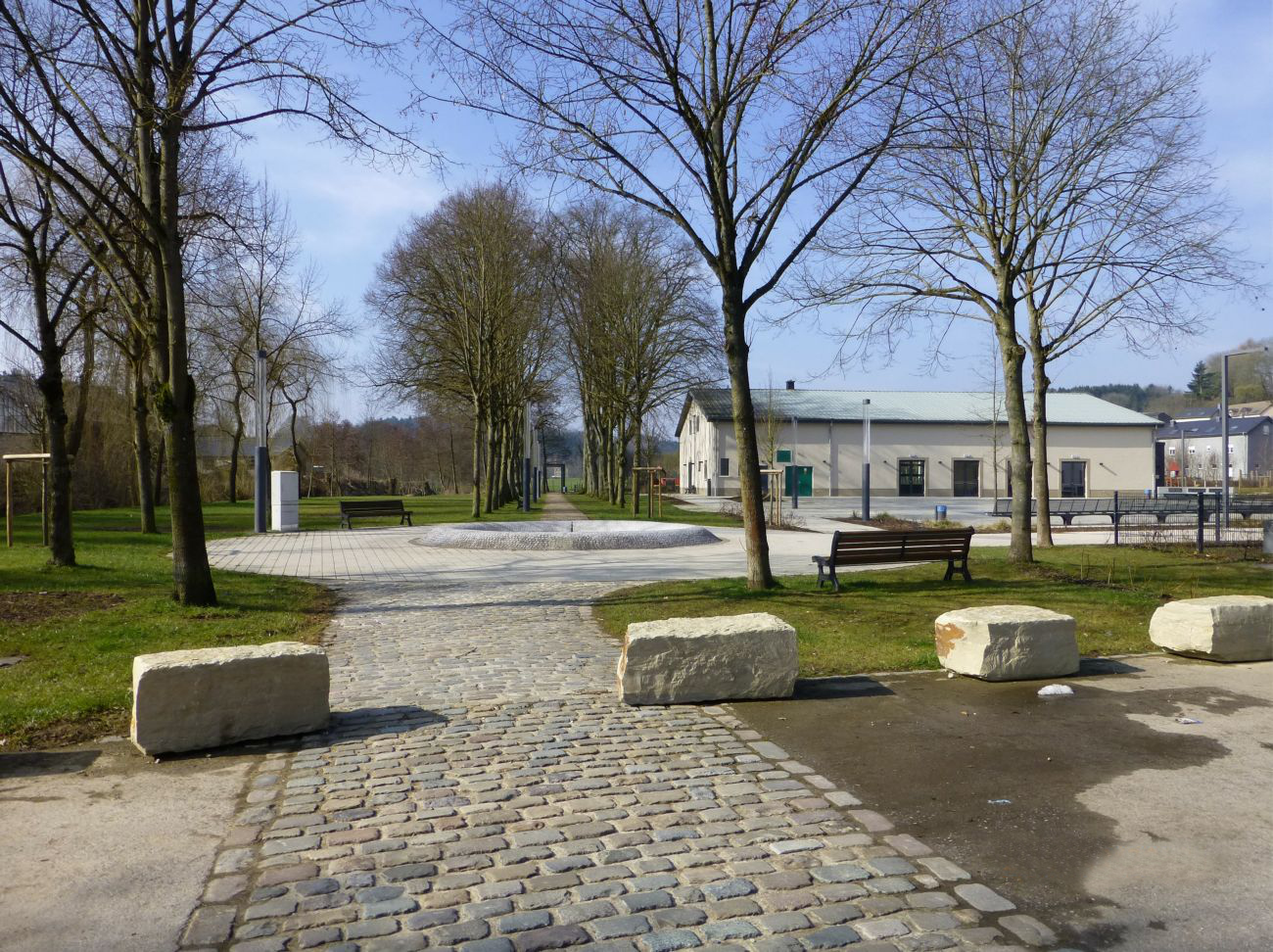
Le Fronert.
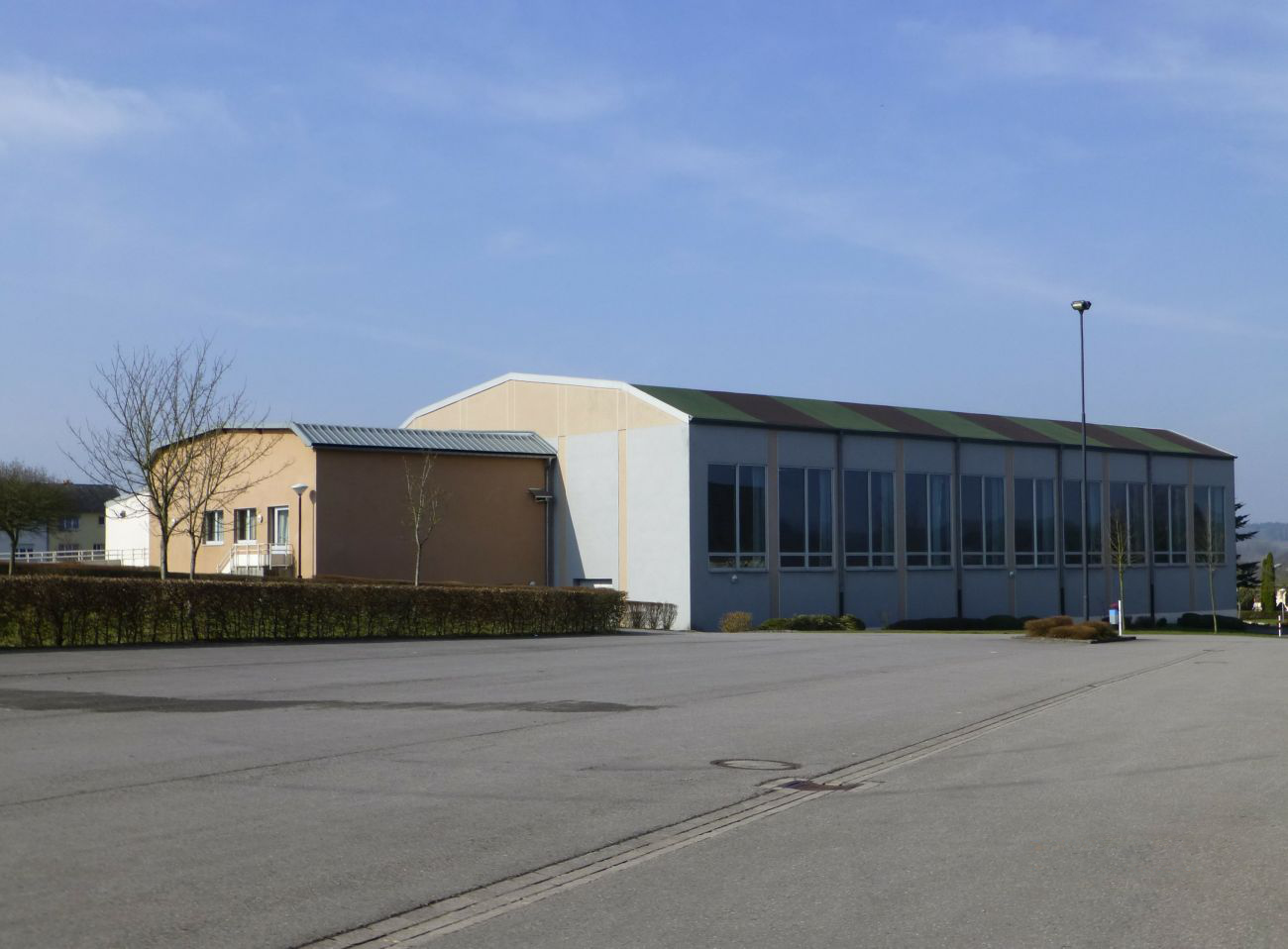
Le hall des sports.
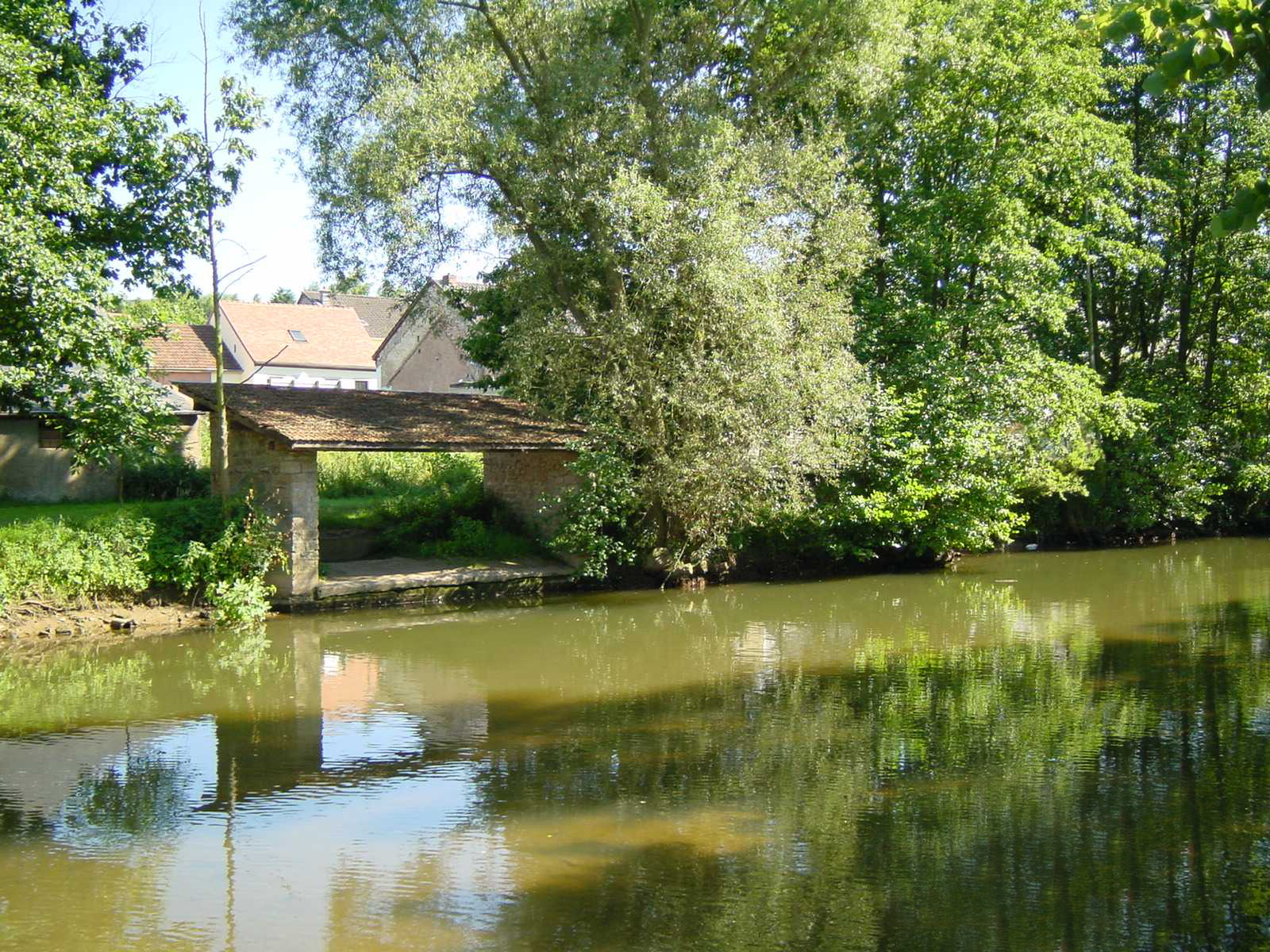
Le vieux lavoir, le long de l'Attert.
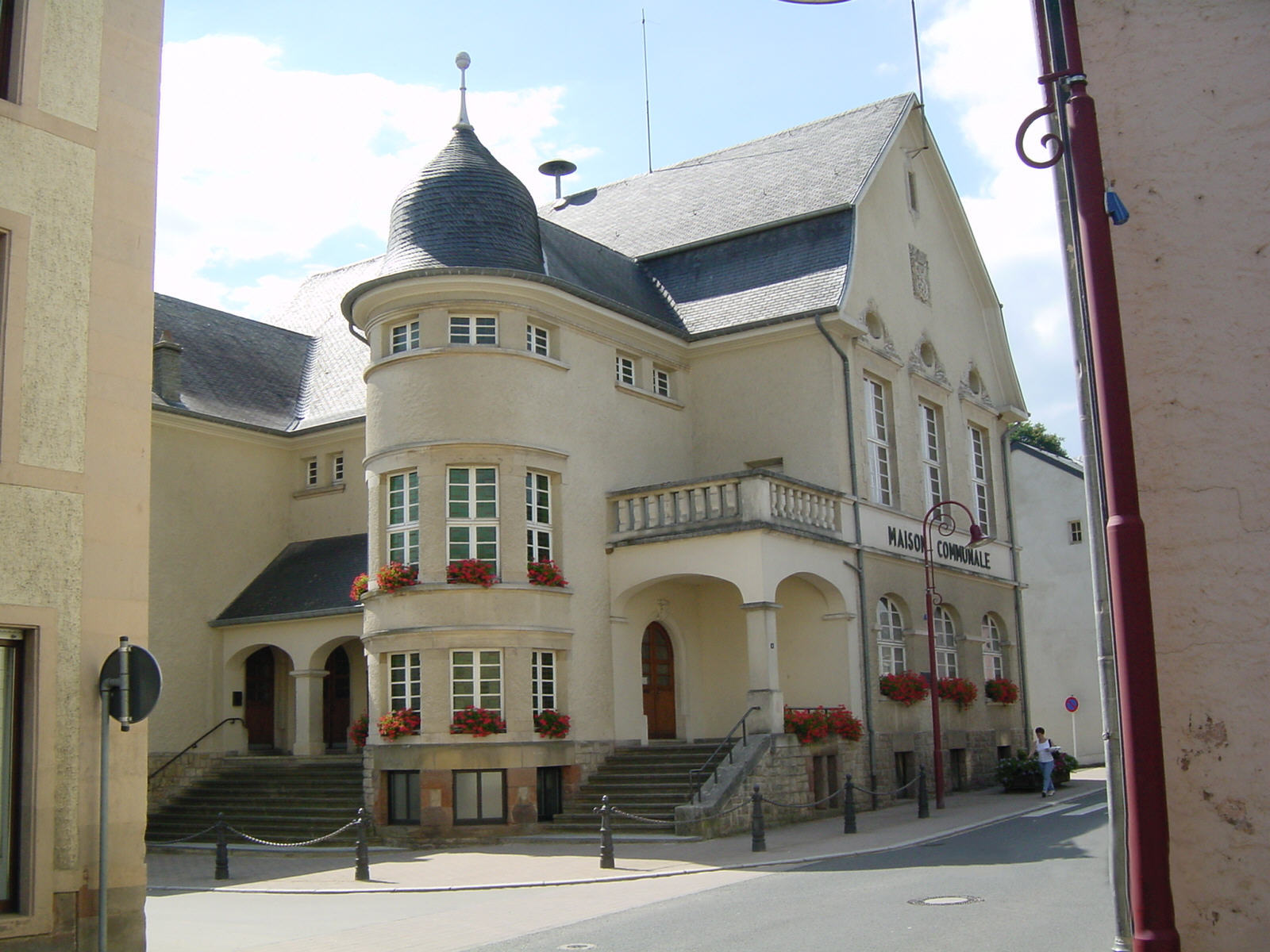
La maison associative.
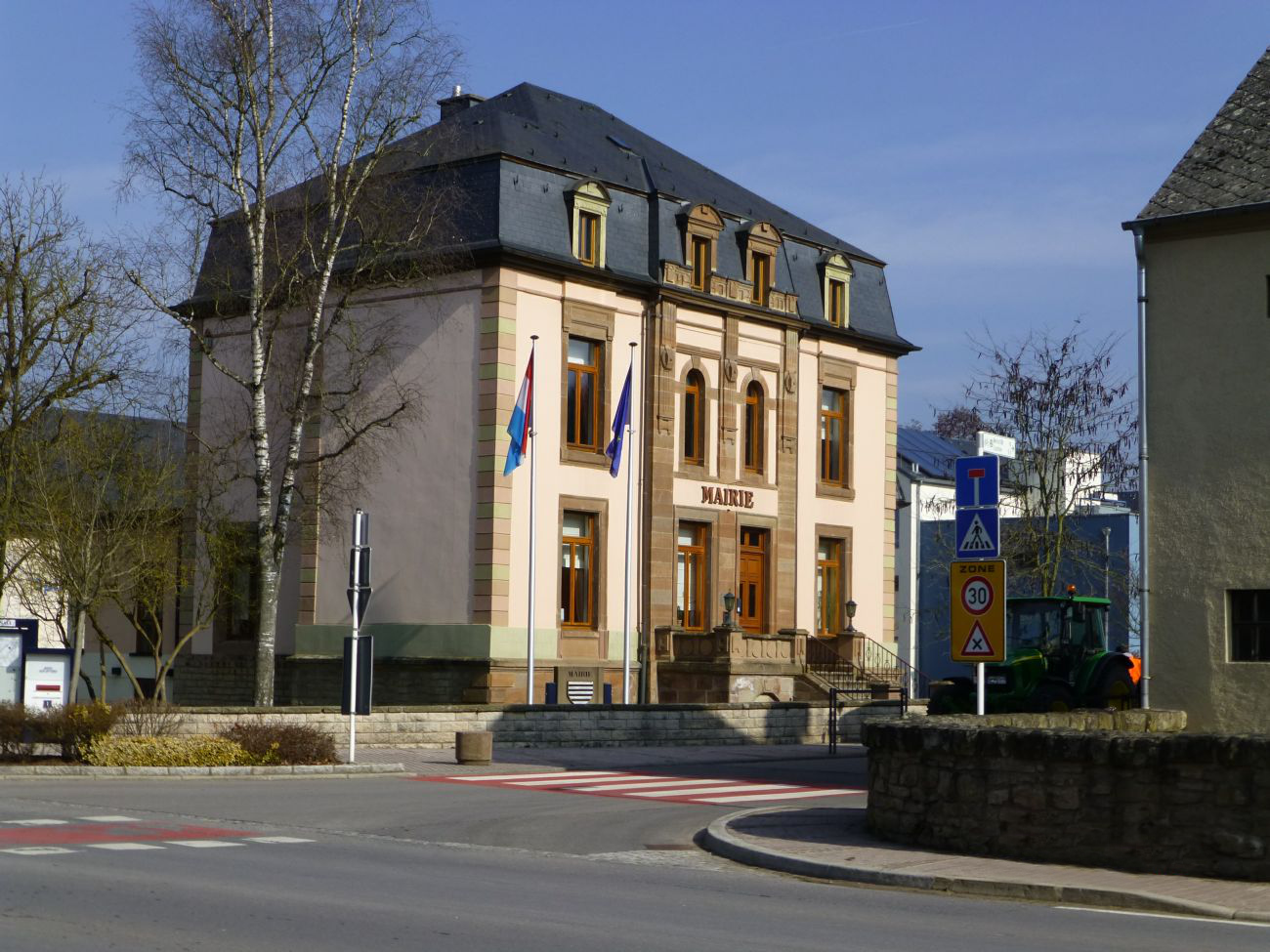
La maison communale.
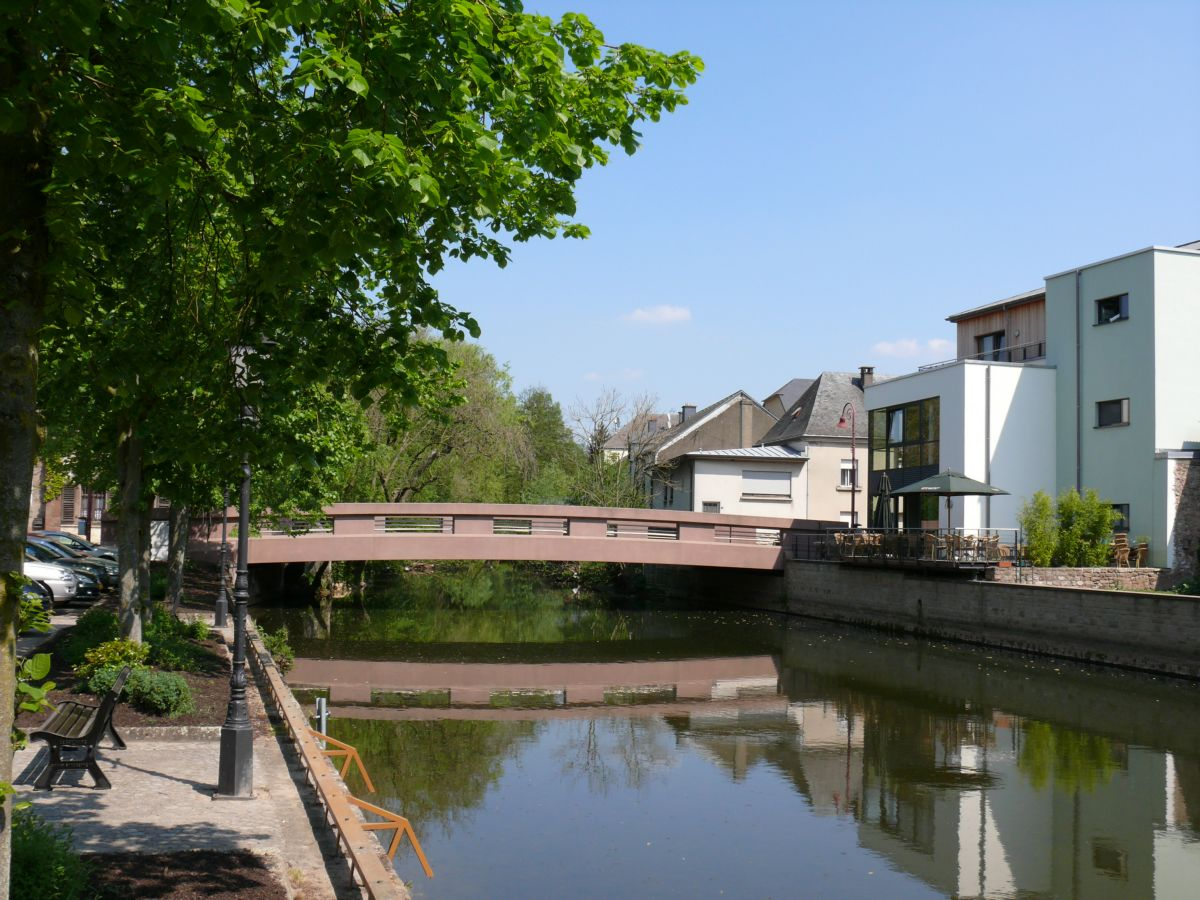
Pont sur l'Attert.